# Свекруха (фільм)
«Свекруха» (азерб. «Qayınana») — радянський художній фільм 1978 року, знятий на кіностудії «Азербайджанфільм» Гусейном Сеїд-заде за мотивами однойменної п'єси Меджида Шамхалова, в основі комедії лежить сімейний конфлікт на побутову тему.

## Сюжет
Головна героїня комедії — тітонька Джаннет (грає Насіба Зейналова) являє собою владного і старосвітського матріарха простої бакинської родини, прискіпливу свекруху. Їй ні в чому не може догодити Севда (грає Таніля Ахмерова), дружина її сина Аяза (грає Фуад Поладов). Коли Севді все це набридає, вона просить Аяза відвести її з дому. Близький друг сім'ї — Ільгар (грає Ільхам Ахмедов) надає Севді з дитиною свою дачу і створює план, як провчити вибагливу свекруху. За планом, Аяз представляє матері свою нову наречену Афет (грає Інара Гулієва), яка насправді — акторка і співачка Заріфа, наречена Ільгара. Афет володіє, на перший погляд, всіма якостями, які Джаннет не могла знайти в Севді. З радістю свекруха погоджується на цей «шлюб». Поки ж Аяз, під виглядом відрядження, буває на дачі з Севдою, Заріфа в ролі Афет перетворює життя звиклої командувати всіма тітоньки Джаннет в пекло. Не витримавши витівок нової невістки, Джаннет просить сина привести назад Севду. Вона мириться з Севдою. Комедія закінчується щасливою вечерею в сімейному колі, на якій присутня і Заріфа, але представлена тітоньці Джаннет вже як наречена Ільгара.

## У ролях
- Насіба Зейналова — Джаннет
- Інара Гулієва — Заріфа/Афет
- Ільхам Намік Камал — Ільгар
- Таніля Ахмерова — Севда
- Фуад Поладов — Аяз
- Сафура Ібрагімова — Садагат
- Талят Рахманов — Алі

## Знімальна група
- Режисер — Гусейн Сеїд-заде
- Сценаристи — Меджид Шамхалов, Аждар Ібрагімов, Маргарита Малеєва
- Оператор — Фікрет Аскеров
- Композитор — Тофік Кулієв
- Художник — Надір Зейналов